# Chloropoea chionea
Chloropoea chionea är en fjärilsart som beskrevs av Van Son 1979. Chloropoea chionea ingår i släktet Chloropoea och familjen praktfjärilar. Inga underarter finns listade i Catalogue of Life.